# 349. strelska divizija (ZSSR)
349. strelska divizija (izvirno rusko 349. стрелковая дивизия; kratica 349. SD) je bila strelska divizija Rdeče armade v času druge svetovne vojne.

## Zgodovina
Divizija je bila ustanovljena septembra 1941 v Astrahanu in deaktivirana oktobra 1942. Pozneje je bila ponovno ustanovljena.